# Chrysophyllum taiense
Chrysophyllum taiense är en tvåhjärtbladig växtart som beskrevs av André Aubréville och François Pellegrin. Chrysophyllum taiense ingår i släktet Chrysophyllum och familjen Sapotaceae. Inga underarter finns listade i Catalogue of Life.